# Мілан Куюнджич
Мілан Куюнджич (хорв. Milan Kujundžić; нар. 27 квітня 1957, Іванбеговина) — хорватський політик, лікар, міністр охорони здоров'я Хорватії в уряді Андрея Пленковича.

## Життєпис
1982 року закінчив медичний факультет Загребського університет, де в 1988 році здобув ступінь магістра, а в 1992 — науковий ступінь доктора. Також навчався в центрі трансплантації в Оклахомі. Спеціалізувався на внутрішній медицині та гастроентерології.
1996 року став ординатором відділу гастроентерології університетської лікарні, в 2004–2012 рр. був директором цього закладу. У 2004 році кілька місяців виконував обов'язки заступника міністра охорони здоров'я. Зайняв посаду екстраординарного професора кафедри внутрішньої медицини своєї альма-матер, був також викладачем Мостарського університету. Автор і співавтор близько 150 наукових публікацій, у тому числі кількох книжок.
У 1990 році вступив у Хорватську демократичну партію, 1992 року приєднався до Хорватського демократичного союзу. У 2012 році висувався на посаду керівника цієї партії, посівши друге місце на партійних виборах і програвши Томіславу Карамарку. 2013 року залишив ХДС, ставши головою нової консервативної партії «Хорватська зірниця — партія народу». У 2014 році взяв участь у президентських виборах як висуванець Альянсу за Хорватію, набравши у першому турі 6,3% голосів і зайнявши останнє місце серед чотирьох кандидатів.
У 2016 році Куюнджич повернувся в Хорватський демократичний союз на запрошення  Андрея Пленковича. На дострокових виборах у тому ж році здобув мандат депутата хорватського парламенту. У жовтні 2016 року призначається міністром охорони здоров'я.